# De Ruiter (windmolen)
De Ruiter is een windmolen in het Nederlandse dorp Vreeland. De korenmolen is in 1910 gebouwd op de plaats van een eerdere molen, die in dat jaar afbrandde nadat de vang vlam had gevat in een poging de op hol geslagen molen te stoppen. De nieuwe molen die ter vervanging werd aangekocht was een overbodig geworden poldermolen, die dateert van 1776. Deze plompe poldermolen was een binnenkruier en is verbouwd tot buitenkruier met stelling.
De Ruiter is in 1977/78 en in 2000/2001 grondig gerestaureerd. De laatste restauratie was onder de toenmalige eigenaar Rijkman Groenink die een aantal jaren in de rond de molen gebouwde villa heeft gewoond. Sinds enige tijd is de molen in handen van andere particuliere eigenaren. De Stichting Molen De Ruiter exploiteert de molen. Sinds de restauratie in 1978 maalt de molen weer graan voor warme bakkers. De molen is in de regel op zaterdag en op afspraak te bezichtigen.

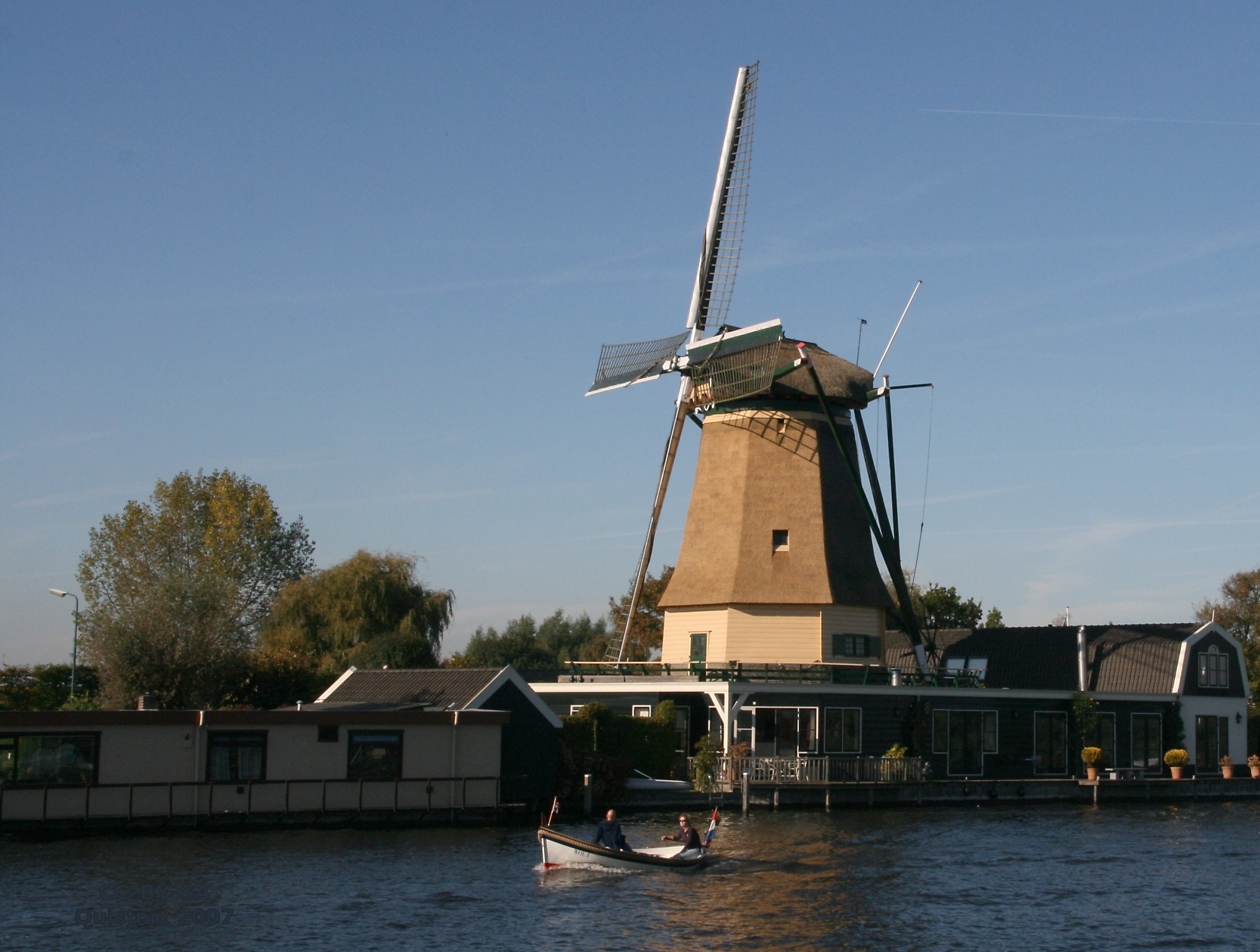
De molen vanaf de andere zijde